# کاوفبویرن
شهر کاوفبویرن (به آلمانی: Kaufbeuren) در ایالت بایرن در کشور آلمان واقع شده‌است.